# Marco Nicolini
Marco Nicolini (Piove di Sacco, 15 settembre 1970) è un politico e scrittore sammarinese, in carica come Capitano reggente dal 1º aprile al 1º ottobre 2021.

## Biografia
Nato a Piove di Sacco e cresciuto a Padova, si diploma nella stessa città e si laurea alla facoltà di Lingue e Letterature Straniere presso l’Università degli Studi di Urbino "Carlo Bo".
Vive e lavora a San Marino, nel settore creditizio. È sposato ed è padre di due figli.
È membro del Consiglio Grande e Generale e ricopre l’incarico di Presidente della Delegazione Sammarinese presso il Consiglio d'Europa a Strasburgo.

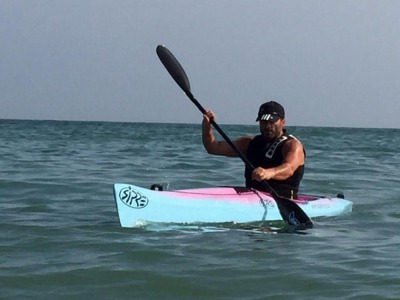
Nicolini a Rimini nel 2015

Nel 2015 ha attraversato l'Adriatico in kayak nel suo punto più largo, partendo dall'isola di Arbe e toccando terra, due giorni dopo, a Viserba. Per venti miglia, a causa di una forte burrasca, aveva però dovuto riparare a bordo della barca d'appoggio, invalidando nei fatti l'impresa (210 km). 
Nel 2016 ha pubblicato un libro Nicolini racconta di pugili per Zoomma Editore. Nel dicembre del 2018 ha presentato a Roma il libro Storie di pugili. Nel 2020 ha pubblicato un'antologia di racconti.
Dal 2016 siede nel Consiglio Grande e Generale, eletto nel Movimento Civico R.E.T.E.. Durante le legislature in cui è stato eletto, ha sempre rappresentato San Marino nel Consiglio d'Europa.
In merito alla 'questione Tonnini', ossia la querelle internazionale che vede una parlamentare sammarinese, Elena Tonnini, denunciata da un tribunale lussemburghese per quanto detto in Consiglio Grande e Generale, ha chiesto il rispetto delle libertà del parlamentare al Segretario Generale Thorbjorn Jagland e al Ministro degli Esteri lussemburghese Jean Asselborn, presentando parallelamente una risoluzione a salvaguardia dei piccoli paesi d'Europa.
È stato eletto Capitano Reggente con Gian Carlo Venturini, per il periodo 1º aprile - 1º ottobre 2021.
Dal 23 gennaio 2023 è vicepresidente dell'Assemblea Parlamentare del Consiglio d'Europa.

## Opere
- Storie di pugili, Prato, Piano B, 2018, ISBN 978-8893710565.
- Sottacqua, San Marino, AIEP, 2020, ISBN 978-8860861818.
- Mille pugili, Salerno, Burno, 2022, ISBN 979-1280772015.
- Il contrario di Benny, Salerno, Burno, 2024, ISBN 979-1280772176.